# Vangueria loranthifolia
Vangueria loranthifolia är en måreväxtart som beskrevs av Karl Moritz Schumann. Vangueria loranthifolia ingår i släktet Vangueria och familjen måreväxter.

## Underarter
Arten delas in i följande underarter:
- V. l. loranthifolia
- V. l. salaensis